# Kardinalska imenovanja pape Ivana Pavla II.
Papa Ivan Pavao II. za vrijeme svoga pontifikata (1978. – 2005.) održao je 9 konzistorija na kojima je imenovao ukupno 231 kardinala.

## Konzistorij 30. lipnja 1979. (I.)
1. Agostino Casaroli, kartaginski naslovni nadbiskup, državni pro-tajnik, pro-prefekt Vijeća za javne crkvene poslove
2. Giuseppe Caprio, apolonijski naslovni nadbiskup, pro-predsjednik Uprave za baštinu Apostolske stolice
3. Marco Cè, venecijanski patrijarh
4. Egano Righi-Lambertini, doklejski naslovni nadbiskup, nuncij u Francuskoj, posebni izaslanik s funkcijom trajnog promatrača pri Vijeću Europe
5. Joseph-Marie Trinh Van-Can, hanojski nadbiskup
6. Ernesto Civardi, sardički naslovni nadbiskup, tajnik Svete kongregacije za biskupe, tajnik Svetog kardinalskog zbora
7. Ernesto Corripio Ahumada, meksički nadbiskup
8. Joseph Asajiro Satowaki, nagasakijski nadbiskup
9. Roger Etchegaray, marsejski nadbiskup
10. Anastasio Alberto Ballestrero, O.C.D., torinski nadbiskup
11. Tomás Ó Fiaich, armaški nadbiskup
12. Gerald Emmett Carter, torontski nadbiskup
13. Franciszek Macharski, krakovski nadbiskup
14. Władysław Rubin, sertski naslovni biskup, gnježanski pomoćni biskup, glavni tajnik Biskupske sinode
15. Ignatius Kung Pin-mei, šangajski biskup, sočovski apostolski upravitelj [a]

## Konzistorij 2. veljače 1983. (II.)
1. Antoine-Pierre Khoraiche, antiohijski patrijarh (Maronitska Crkva)
2. Bernard Yago, abiđanski nadbiskup
3. Aurelio Sabattani, justinijaski naslovni nadbiskup, pro-prefekt Vrhovnoga sudišta Apostolske signature
4. Franjo Kuharić, zagrebački nadbiskup
5. Giuseppe Casoria, forumnovski naslovni nadbiskup, pro-prefekt Kongregacije za sakramente i bogoštovlje
6. José Alí Lebrún Moratinos, karakaški nadbiskup
7. Joseph Louis Bernardin, čikaški nadbiskup
8. Michael Michai Kitbunchu, bankoški nadbiskup
9. Alexandre do Nascimento, lubangoski nadbiskup
10. Alfonso López Trujillo, medeljinski nadbiskup
11. Godfried Danneels, mehelensko-briselski nadbiskup
12. Thomas Stafford Williams, velingtonski nadbiskup
13. Carlo Maria Martini, S.J., milanski nadbiskup
14. Jean-Marie Lustiger, pariški nadbiskup
15. Józef Glemp, gnježanski i varšavski nadbiskup
16. Julijans Vaivods, naslovni biskup Macriane velike, riški i liepajski apostolski upravitelj ad nutum Sanctae Sedis
17. Joachim Meisner, berlinski biskup
18. Henri de Lubac, S.J., svećenik

## Konzistorij 25. svibnja 1985. (III.)
1. Luigi Dadaglio, lerski naslovni nadbiskup, veliki pro-pokorničar
2. Duraisamy Simon Lourdusamy, bangalorski nadbiskup emeritus, tajnik Svete kongregacije za evangelizaciju naroda
3. Francis Arinze, onitšanski nadbiskup emeritus, pro-predsjednik Tajništva za nekršćane
4. Juan Francisco Fresno Larraín, santiagodečileanski nadbiskup
5. Antonio Innocenti, eklanski naslovni nadbiskup, apostolski nuncij u Španjolskoj
6. Miguel Obando y Bravo, S.D.B., managuanski nadbiskup
7. Paul Augustin Mayer, O.S.B., satrianski naslovni nadbiskup, pro-prefekt svetih kongregacija za sakramente i bogoštovlje
8. Ángel Suquía Goicoechea, madridski nadbiskup
9. Jean Jérôme Hamer, O.P., lorijski naslovno nadbiskup, pro-prefekt Svete kongregacije za redovnike i svjetovne institute
10. Ricardo Jamin Vidal, sibuški nadbiskup
11. Henryk Roman Gulbinowicz, vroclavski nadbiskup
12. Paulos Tzadua, adisabebski nadbiskup (Etiopska katolička Crkva)
13. Jozef Tomko, doklejski naslovni nadbiskup, glavni tajnik Biskupske sinode
14. Myroslav Ivan Lubachivsky, veliki nadbiskup Lavova (Ukrajinska grkokatolička crkva)
15. Andrzej Maria Deskur, tenski naslovni nadbiskup, predsjednk emeritus Papinskog povjerenstva za društvene komunikacije
16. Paul Poupard, usulski naslovni nadbiskup, pro-predsjednik Tajništva za nevjerujuće i predsjednik izvršnoga odbora Papinskoga vijeća za kulturu
17. Louis-Albert Vachon, kvebeški nadbiskup
18. Albert Decourtray, lionski nadbiskup
19. Rosalio José Castillo Lara, S.D.B., prekauski naslovni nadbiskup, pro-predsjednik Papinskoga povjerenstva za autentiično tumačenje Zakonika kanonskoga prava
20. Friedrich Wetter, minhenski i frajzinški nadbiskup
21. Silvano Piovanelli, firentinski nadbiskup
22. Adrianus Johannes Simonis, utrehtski nadbiskup
23. Edouard Gagnon, P.S.S., justinijanski naslovni nadbiskup, pro-predsjednik Papinskoga vijeća za obitelj
24. Alfons Maria Stickler, S.D.B., bolsenski naslovni nadbiskup, pro-knjižničar i pro-arhivar Svete Rimske Crkve
25. Bernard Francis Law, bostonski nadbiskup
26. John Joseph O'Connor, njujorški nadbiskup
27. Giacomo Biffi, bolonjski nadbiskup
28. Pietro Pavan, svećenik treviške biskupije

## Konzistorij 28. lipnja 1988. (IV.)
1. Eduardo Martínez Somalo, tagorski naslovni nadbiskup, zamjenik državnoga tajnika
2. Achille Silvestrini, novalicijanski naslovni nadbiskup, tajnik Vijeća za javne crkvene poslove
3. Angelo Felici, cezarijanski naslovni nadbiskup, apostolski nuncij u Francuskoj
4. Paul Grégoire, montrealski nadbiskup
5. Antony Padiyara, ernakulumski nadbiskup (Siro-malabarska katolička Crkva)
6. José Freire Falção, brazilijski nadbiskup
7. Michele Giordano, napuljski nadbiskup
8. Alexandre José Maria dos Santos, O.F.M., maputski nadbiskup
9. Giovanni Canestri, archbishop of Genoa, Italy. + April 29, 2015.
10. Antonio María Javierre Ortas, S.D.B., metanski naslovni nadbiskup, tajnik Kongregacije za katoličko obrazovanje
11. Simon Ignatius Pimenta, bombajski nadbiskup
12. Mario Revollo Bravo, bogotski nadbiskup
13. Edward Bede Clancy, sidnejski nadbiskup
14. Lucas Moreira Neves, O.P., nadbiskup São Salvador da Bahije
15. James Aloysius Hickey, vašingtonski nadbiskup
16. Edmund Casimir Szoka, detroitski nadbiskup
17. László Paskai, O.F.M., ostrogonski nadbiskup
18. Christian Wiyghan Tumi, garuaski nadbiskup
19. Hans Hermann Groër, O.S.B., bečki nadbiskup
20. Jacques Martin, neapolski naslovni nadbiskup, prefekt emeritus Papinskoga doma
21. Franz Hengsbach, esenski biskup
22. Vincentas Sladkevičius, aborski naslovni biskup, kaisiadorijski apostolski upravitelj ad nutum Sanctae Sedis
23. Jean Margéot, portlujski biskup
24. John Baptist Wu Cheng-chung, hongkonški biskup

O. Hans Urs von Balthasar, trebao je biti imenovan kardinalom na ovom konzistoriju, ali je umro 26. lipnja 1988., dva dana prije njegova održavanja.

## Konzistorij 28. lipnja 1991. (V.)
1. Angelo Sodano, novocezarski naslovni nadbiskup, državni pro-tajnik
2. Alexandru Todea, fagaraško-albajulijski veliki nadbiskup (Rumunjska grkokatolička Crkva)
3. Pio Laghi, maurijanski naslovno nadbiskup, pro-prefekt Kongregacije za katoličko obrazovanje
4. Edward Idris Cassidy, amanzijski naslovni nadbiskup, predsjednik Papinskoga vijeća za promicanje kršćanskoga jedinstva
5. Robert Coffy, marsejski nadbiskup
6. Frédéric Etsou-Nzabi-Bamungwabi, C.I.C.M., kinšaski nadbiskup
7. Nicolás de Jesús López Rodríguez, santodominški nadbiskup
8. José Tomás Sánchez, nuevosegovijski nadbiskup emeritus, tajnik Kongregacije za evangelizaciju naroda
9. Virgilio Noè, vonkarijski naslovni nadbiskup, koadjutor kardinala arhiprezbitera Patrijarhalne vatikanske bazilike, delegat Radionice sv. Petra
10. Antonio Quarracino, buenosairski nadbiskup
11. Fiorenzo Angelini, mesenski naslovni nadbiskup, predsjednik Papinskoga vijeća za pastoralnu skrb djelatnika u zdravstvu
12. Roger Michael Mahony, losanđelski nadbiskup
13. Juan Jesús Posadas Ocampo, guadalaharski nadbiskup
14. Anthony Joseph Bevilacqua, filadelfijski nadbiskup
15. Giovanni Saldarini, torinski nadbiskup
16. Cahal Brendan Daly, armaški nadbiskup
17. Camillo Ruini, neptanski naslovni nadbskup, generalni pro-vikar Njegove Svetosti za Grad Rim
18. Jan Chryzostom Korec, S.J., nitranski biskup
19. Henri Schwery, sionski biskup
20. Georg Maximilian Sterzinsky, berlinski biskup
21. Guido del Mestri, tuskamijski naslovni nadbiskup, apostolski nuncij
22. Paolo Dezza, S.J., svećenik

## Konzistorij 26. studenoga 1994. (VI.)
1. Nasrallah Boutros Sfeir, antiohijski patrijarh (Maronitska Crkva)
2. Miloslav Vlk, praški nadbiskup
3. Luigi Poggi, forontonijanski naslovni nadbiskup, pro-knjižničar i pro-arhivar Svete Rimske Crkve
4. Peter Seiichi Shirayanagi, tokijski nadbiskup
5. Vincenzo Fagiolo, kijetijsko-vastovski nadbiskup emeritus, predsjednik Papinskoga vijeća za tumačenje zakonskih tekstova
6. Carlo Furno, abarijski naslovni nadbiskup, apostolski nuncij u Italiji
7. Carlos Oviedo Cavada, O. de M., santijaški nadbiskup
8. Thomas Joseph Winning, glazgovski nadbiskup
9. Adolfo Antonio Suárez Rivera, monterejski nadbiskup
10. Julius Riyadi Darmaatmadja, S.J., semeranški nadbiskup
11. Jaime Lucas Ortega y Alamino, nadbiskup San Cristóbal de La Habane
12. Jan Pieter Schotte, C.I.C.M., silijski naslovni nadbiskup, glavni tajnik Biskupske sinode, predsjednik Ureda za rad Apostolske stolice
13. Pierre Eyt, bordoški nadbiskup
14. Gilberto Agustoni, kaorlski naslovni nadbiskup, pro-prefekt Vrhovnoga sudišta Apostolske signature
15. Emmanuel Wamala, kampalski nadbiskup
16. William Henry Keeler, baltimorski nadbiskup
17. Augusto Vargas Alzamora, S.J., limski nadbiskup
18. Jean-Claude Turcotte, montrealski nadbiskup
19. Ricardo María Carles Gordó, barcelonski nadbiskup
20. Adam Joseph Maida, detroitski nadbiskup
21. Vinko Puljić, vrhbosanski nadbiskup
22. Armand Gaetán Razafindratandra, antananarivski nadbiskup
23. Paul Joseph Phạm Ðình Tụng, hanojski nadbiskup
24. Juan Sandoval Íñiguez, guadalaharski nadbiskup
25. Bernardino Echeverría Ruiz, O.F.M., gvajakilski nadbiskup emeritus, ibarski apostolski upravitelj
26. Kazimierz Świątek, minsko-mahilovski nadbiskup, pinskovski apostolski upravitelj ad nutum Sanctae Sedis
27. Ersilio Tonini, ravensko-cervijski nadbiskup emeritus
28. Mikel Koliqi, svećenik skadarske biskupije
29. Yves Congar, O.P., svećenik
30. Alois Grillmeier, S.J., svećenik

## Konzistorij 21. veljače 1998. (VII.)
1. Jorge Arturo Medina Estévez, valparaiski biskup-nadbiskup emeritus, pro-prefekt Kongregacije za bogoštovlje i sakramentalnu stegu
2. Alberto Bovone, naslovni nadbiskup Cezareje Numidijske, pro-prefekt Kongregacije za kauze svetaca
3. Darío Castrillón Hoyos, bukaramanganski nadbiskup emeritus, pro-prefekt Kongregacije za kler
4. Lorenzo Antonetti, roselski naslovni nadbiskup, predsjednik Uprave za baštinu Apostolske stolice
5. James Francis Stafford, denverski nadbiskup emeritus, predsjednik Papinskoga vijeća za laike
6. Salvatore De Giorgi, palermski nadbiskup
7. Serafim Fernandes de Araújo, belohorizontski nadbiskup
8. Antonio María Rouco Varela, madridski nadbiskup
9. Aloysius Matthew Ambrozic, torontski nadbiskup
10. Jean Balland, lionski nadbiskup
11. Dionigi Tettamanzi, đenovski nadbiskup
12. Polycarp Pengo, daressalamski nadbiskup
13. Christoph Schönborn, O.P., bečki nadbiskup
14. Norberto Rivera Carrera, meksikčki nadbiskup
15. Francis Eugene George, O.M.I., čikaški nadbiskup
16. Paul Shan Kuo-Hsi, S.J., kaohsijungski biskup
17. Adam Kozłowiecki, S.J., naslovni nadbiskup Potenze Picenske
18. Giovanni Cheli, santajustanski naslovni nadbiskup, predsjednik Papinskoga vijeća za pastoralnu skrb putnika i selilaca
19. Francesco Colasuonno, trontski naslovni nadbiskup, apostolski nuncij u Italiji
20. Dino Monduzzi, kaprijski naslovni biskup, prefekt Papinskoga doma
21. Marian Jaworski, lavovski latinski nadbiskup [b]
22. Jānis Pujats, riški nadbiskup [c]

Josip Uhač, taroski naslovni nadbiskup, tajnik Kongregacije za evangelizaciju naroda, umro je rano ujutro 18. siječnja 1998., na dan kada je trebalo biti objavljeno njegovo kardinalsko imenovanje.

## Konzistorij 21. veljače 2001. (VIII.)
1. Giovanni Battista Re, forumnovski naslovni biskup, prefekt Kongregacije za biskupe, predsjednik Papinskoga povjerenstva za Latinsku Ameriku
2. François Xavier Nguyên Van Thuân, vadezijski naslovni nadbiskup, predsjednik Papinskoga vijeća Iustitia et Pax
3. Agostino Cacciavillan, amiternski naslovni nadbiskup, predsjednik Uprave za baštinu Apostolske stolice
4. Sergio Sebastiani, naslovni nadbiskup Cezareje u Mauritaniji, predsjednik Prefekture za ekonomsko poslove Svete Stolice
5. Zenon Grocholewski, agropolski naslovni nadbiskup, prefekt Kongregacije za katoličko obrazovanje
6. José Saraiva Martins, C.M.F., tuburnički naslovni nadbiskup, prefekt Kongregacije za kauze svetaca
7. Crescenzio Sepe, gradski naslovni nadbiskup, glavni tajnik Povjerenstva za godinu Velikoga jubileja 2000.
8. Jorge María Mejía, apolonijski naslovni nadbiskup, arhivar i knjižničar Svete Rimske Crkve
9. Ignace Moussa I Daoud, antiohijski patrijarh emeritus (Sirska katolička Crkva), prefekt Kongregacije za istočne crkve
10. Mario Francesco Pompedda, bisarcijski naslovni nadbiskup, prefekt Vrhovnoga sudišta Apostolske signature
11. Walter Kasper, rotenburško-štutgartski biskup emeritus, tajnik Papinskoga vijeća za promicanje kršćanskoga jedinstva
12. Johannes Joachim Degenhardt, padernbornski nadbiskup
13. Antonio José González Zumárraga, nadbiskup Quita
14. Ivan Dias, bombajski nadbiskup
15. Geraldo Majella Agnelo, nadbiskup São Salvador da Bahije
16. Pedro Rubiano Sáenz, bogotski nadbiskup
17. Theodore Edgar McCarrick, vašingtonski nadbiskup
18. Desmond Connell, dablinski nadbiskup
19. Audrys Juozas Bačkis, vilniuski nadbiskup
20. Francisco Javier Errázuriz Ossa, Pschöntatt, santiagodečileanski nadbiskup
21. Julio Terrazas Sandoval, C.SS.R., nadbiskup Santa Cruz de la Sierre
22. Wilfrid Fox Napier, O.F.M., durbanski nadbiskup
23. Óscar Andrés Rodríguez Maradiaga, S.D.B., tegusigalpski nadbiskup
24. Bernard Agré, abiđanski nadbiskup
25. Louis-Marie Billé, lionski nadbiskup
26. Antonio Ignacio Velasco García, S.D.B., karakaški nadbiskup
27. Juan Luis Cipriani Thorne, limski nadbiskup
28. Francisco Álvarez Martínez, toledski nadbiskup
29. Cláudio Hummes, O.F.M., saopaulski nadbiskup
30. Varkey Vithayathil, C.SS.R., ernakulamsko-angamalijski veliki nadbiskup (Siro-malabarska katolička Crkva)
31. Jorge Mario Bergoglio, S.J., buenosairski nadbiskup [d]
32. José da Cruz Policarpo, lisabonski patrijarh
33. Severino Poletto, torinski nadbiskup
34. Cormac Murphy-O'Connor, vestminsterski nadbiskup
35. Edward Michael Egan, njujorški nadbiskup
36. Lubomyr Husar, M.S.U., kijevsko-galički veliki nadbiskup emeritus (Ukrajinska grkokatolička Crkva)
37. Karl Lehmann, majnški biskup
38. Stéphanos II Ghattas C.M., aleksandrijski patrijarh (Koptska katolička crkva)
39. Jean Honoré, turski nadbiskup emeritus
40. Roberto Tucci, S.J., direktor administrativnog povjerenstva Vatikanskoga radija
41. Leo Scheffczyk, svećenik, teolog Minhenske i Frajzinške nadbiskupije
42. Avery Dulles, S.J., svećenik, teolog, profesor na Sveučilištu Fordham u New Yorku

## Konzistorij 21. listopada 2003. (IX.)
1. Jean-Louis Tauran, teleptanski naslovni nadbiskup, tajnik za odnose s državama u Državnom tajništvu
2. Renato Raffaele Martino, segermski naslovni nadbiskup, predsjednik Papinskoga vijeća Iustitia et Pax.
3. Francesco Marchisano, populonijski naslovni nadbiskup, arhiprezbiter Patrijarhalne vatikanske bazilike, generalni vikar Njegove Svetosti za Vatikanski Grad, predsjednik Radionice sv. Petra
4. Julián Herranz Casado, vertarski naslovni nadbiskup, predsjednik Papinskoga vijeća za tumačenje zakonskih tekstova i predsjednik Stegovnoga povjerenstva Rimske kurije
5. Javier Lozano Barragán, zakatekaški biskup-nadbiskup emeritus, predsjednik Papinskoga vijeća za zdravstvenu skrb djelatnika u zdravstvu
6. Stephen Fumio Hamao, jokohamski biskup-nadbiskup emeritus, predsjednik Papinskoga vijeća za pastoralnu skrb putnika i selilaca
7. Attilio Nicora, veronski biskup-nadbiskup emeritus, predsjednik Uprave za baštinu Apostolske stolice
8. Angelo Scola, venecijanski patrijarh
9. Anthony Olubunmi Okogie, lagoski nadbiskup
10. Bernard Panafieu, marsejski nadbiskup
11. Gabriel Zubeir Wako, kartumski nadbiskup
12. Carlos Amigo Vallejo, O.F.M., seviljski nadbiskup
13. Justin Francis Rigali, filadelfijski nadbiskup
14. Keith Michael Patrick O'Brien, Svetoandrijski i edinburški nadbiskup emeritus
15. Eusébio Oscar Scheid, S.C.I., nadbiskup Sao Sebastiao do Rio de Janeira
16. Ennio Antonelli, firentinski nadbiskup
17. Tarcisio Bertone, S.D.B., đenovski nadbiskup
18. Peter Kodwo Appiah Turkson, nadbiskup Cape Coasta
19. Telesphore Placidus Toppo, rančijski nadbiskup
20. George Pell, sidnejski nadbiskup
21. Josip Bozanić, zagrebački nadbiskup
22. Jean-Baptiste Phạm Minh Mẫn, hošiminski nadbiskup
23. Rodolfo Quezada Toruño, gvatemalski nadbiskup
24. Philippe Barbarin, lionski nadbiskup
25. Péter Erdő, ostrogonsko-budimpeštanski nadbiskup
26. Marc Ouellet, P.S.S., kvebeški nadbiskup
27. Georges Marie Martin Cottier, O.P., svećenik, teolog Papinskoga doma, glavni tajnik Međunarodnoga teološkog povjerenstva
28. Gustaaf Joos, svećenik, kanonik katedralncroga kaptola u Gentu
29. Tomáš Špidlík, S.J., svećenik, profesor
30. Stanisław Nagy, S.C.I., svećenik

Papa je imenovao još jednoga kardinala i pridržao njegovo ime in pectore. Njegovo ime nije nikada bilo objavljeno, tako da promaknuće nije nikada stupilo na snagu.